# Селенит магния
Селенит магния — неорганическое соединение,
соль магния и селенистой кислоты с формулой MgSeO3,
бесцветные кристаллы,
не растворяется в воде,
образует кристаллогидраты.

## Получение
- Обменная реакция хлорида магния и селенита натрия:

{\displaystyle {\mathsf {MgCl_{2}+Na_{2}SeO_{3}\ {\xrightarrow {}}\ MgSeO_{3}\cdot 6H_{2}O\downarrow +2NaCl}}}

## Физические свойства
Селенит магния образует бесцветные кристаллы.
Не растворяется в воде.
Образует кристаллогидраты состава MgSeO3•n H2O, где n = 1, 2, 6 и 7,5.

## Применение
- Микроудобрение и репеллент в сельском хозяйстве.
- Катализатор в органическом синтезе.